# 광저우 봉기
광주기의(廣州起義) 또는 광주폭동(廣州暴動)은 1927년 12월 11일 중국 광둥성 광저우시에서 소비에트 건립을 의도해 발생한 폭동으로 중국공산당의 장태뢰(張太雷), 엽검영(葉劍英) 등이 현장을 지도하였고, 한국인 공산주의자 최용건 등이 가담하였다.
광주폭동(廣州暴動), 광저우폭동, 광주봉기, 광저우코뮌폭동, 광저우 봉기, 광저우사태(廣州事態)로도 부른다.

## 사건 내역
1927년 중국 대혁명 직후 혁명군이 마지막으로 철수하던 날 밤에 발생하였다.
코민테른의 중국 공산화 사업이 계속되는 실패를 겪는 과정에서 스탈린의 정책은 소련의 당내 경쟁자 트로츠키로부터 견제를 받고 있었다. 이에 스탈린은 중국 공산당에 일련의 무장 폭동을 지속적으로 벌여 중국내 성(省) 한 곳이라도 탈취하여 소비에트국가를 건립해야한다고 중공에 지시하였고 자신의 대중국 정책의 정확성을 입증하려고 하였다. 앞서 8월, 9월에는 호남 성, 강서 성, 호북 성 등지에서의 중국 난창 봉기, 추수 봉기 등이 모두 실패로 귀결되어 스탈린의 입지가 약화하였다. 중국 공산당 총서기 취추바이가 코민테른과 협력하에 이 폭동을 추진하였으며, 현장 지휘는 중공의 장태뢰(張太雷), 엽검영(葉劍英), 황평(黃平) 등에 의해 주도되었다. 조선인 공산주의들이 200명 정도 참가하였다. 이들을 지휘하던 최용건 등은 황포군관학교 출신의 요원이었다. 그러나 폭동은 다시 실패로 돌아가고 많은 공산주의자가 죽었을 때 최용건 등 살아남은 조선 공산주의자들은 만주로 파견되었다.
화요파로 파견된 한인 최용건 등은 길림성과 흑룡강성 등에 소학교, 농민학교 등을 세우며 노농 교육 활동에 종사한다. 당시 지휘관 최용건과 생존자들은 한 차례 합의를 거쳐 광저우의 그 진지에 봉기를 기념하는 비석을 세우기로 결정하고, 광저우열사능원리에 기념관을 건립했다.

## 같이 보기
- 예젠잉
- 최용건
- 황푸군관학교
- 김원봉
- 난창봉기

## 참고 자료
- 《뜨거운 리더》(리핑, 김세영, TRC(티알씨), 2006)
- 《모택동 자전》(에드가 스노우, 신복룡, 평민사, 2001)
- 《세상을 뒤바꾼 책사들의 이야기 중국편 합본호》(이수광, 일송북, 2008)
- 김정계, 《중국의 권력투쟁사 1949-1978》 (평민사, 2002) 52페이지
- 역사문제연구소, 《인물로 보는 항일무장투쟁사》 (역사비평사, 1995) 65페이지
- 김정계, 《중국의 권력투쟁사 1949-1978》 (평민사, 2002) 51페이지
- 김정계, 《중국의 권력투쟁사 1949-1978》 (평민사, 2002) 53페이지